# Talón (programación)
Un talón (en inglés: stub) es, en el contexto del testeo del software, un trozo de código usado como sustituto de alguna otra funcionalidad. Un talón puede simular el comportamiento de código existente (tal como un procedimiento en una máquina remota) o ser el sustituto temporal para un código aún no desarrollado. Los talones son, por tanto, muy útiles para porting, computación distribuida así como en el desarrollo y pruebas de software en general.
Un ejemplo de talón en pseudocódigo podría ser como éste:
```
   INICIO
       Temperatura = LeerTermometro(Afuera)
       SI Temperatura > 40 ENTONCES
            ESCRIBIR "Hace calor!"
       FIN SI
   FIN
```

```
   INICIO LeerTermometro(Fuente adentroOafuera)
        RETORNAR 28
   FIN LeerTermometro
```

El pseudocódigo de arriba utiliza la función LeerTermometro, que devuelve la temperatura. Aunque se pretende que LeerTermometro obtenga la temperatura de algún dispositivo, la función en este momento no contiene el código necesario. LeerTermometro, en esencia, no simula ningún proceso aunque devuelve un valor legal, permitiendo así probar aunque sea en parte el programa principal. Hay que notar también que aunque acepta un parámetro de tipo Fuente para determinar si se va a leer la temperatura externa o interna, éste no se usa.
Un talón es una rutina que realmente no hace otra cosa que declararse a sí misma y a los parámetros que acepta y que devuelve un valor habitual dentro de los 'escenarios felices' del que llama al talón. Los talones se usan habitualmente como sustitutos de la implementación aún no finalizada de una interfaz ya definida. El talón contendría sólo el código necesario para que compile y enlace con el resto del programa.